# Transport léger guidé de Nancy
Pour l'ancien tramway fer de Nancy (1874-1958), voir Ancien tramway de Nancy.
Pour l'ancien trolleybus de Nancy (1982-1999), voir Ancien trolleybus de Nancy.
Pour le nouveau trolleybus de Nancy, voir Nouveau trolleybus de Nancy.
Pour le projet de nouveau tramway fer voir Tramway de Nancy.
Le transport léger guidé de Nancy était un tramway sur pneus débrayable à guidage par un rail central, de technologie Transport sur voie réservée (TVR) de Bombardier circulant à Nancy de 2000 à 2023. Deux réseaux de transports guidés se sont succédé à Nancy :
- d'abord un réseau de tramway sur fer, créé en 1874, comme dans beaucoup de villes à cette époque. Ce réseau fut abandonné en 1958 ;
- après une période de latence, puis de réflexion, une ligne de TVR a été créée début 2000, inaugurée par Bernadette Chirac le 8 décembre 2000[1].

Cette ligne faisait partie du réseau Stan. Le roulement sur fer est abandonné au profit d'une technologie de type TVR (véhicule bi-mode hybride de type tramway sur pneu), qui reprend une partie des lignes 3 et 4 du réseau de trolleybus créée en 1982 et interrompues en 1998.
Le TVR (aussi surnommé le « trolleystan ») circulait en site propre guidé sur environ 60 % de la ligne, et en routier, comme un trolleybus ordinaire, sur les 40 % restants. La traction diesel-électrique n'est principalement utilisée que pour conduire les véhicules au dépôt, vers lequel il n'y a pas de bifilaires, et lors de déviation de lignes (travaux, incidents, pannes, etc.).
Seule la ville de Caen, jusqu'en décembre 2017, utilisait un matériel similaire, qu'elle a abandonné pour le remplacer par un tramway fer.
À la suite d'importantes difficultés d'exploitation, de fiabilité et de l'impossibilité de pérennisation, la ville de Nancy a cessé l'exploitation de ce système le 12 mars 2023. Il est remplacé par un trolleybus bi-articulé depuis le 5 avril 2025.

## Historique

### Avant 1958

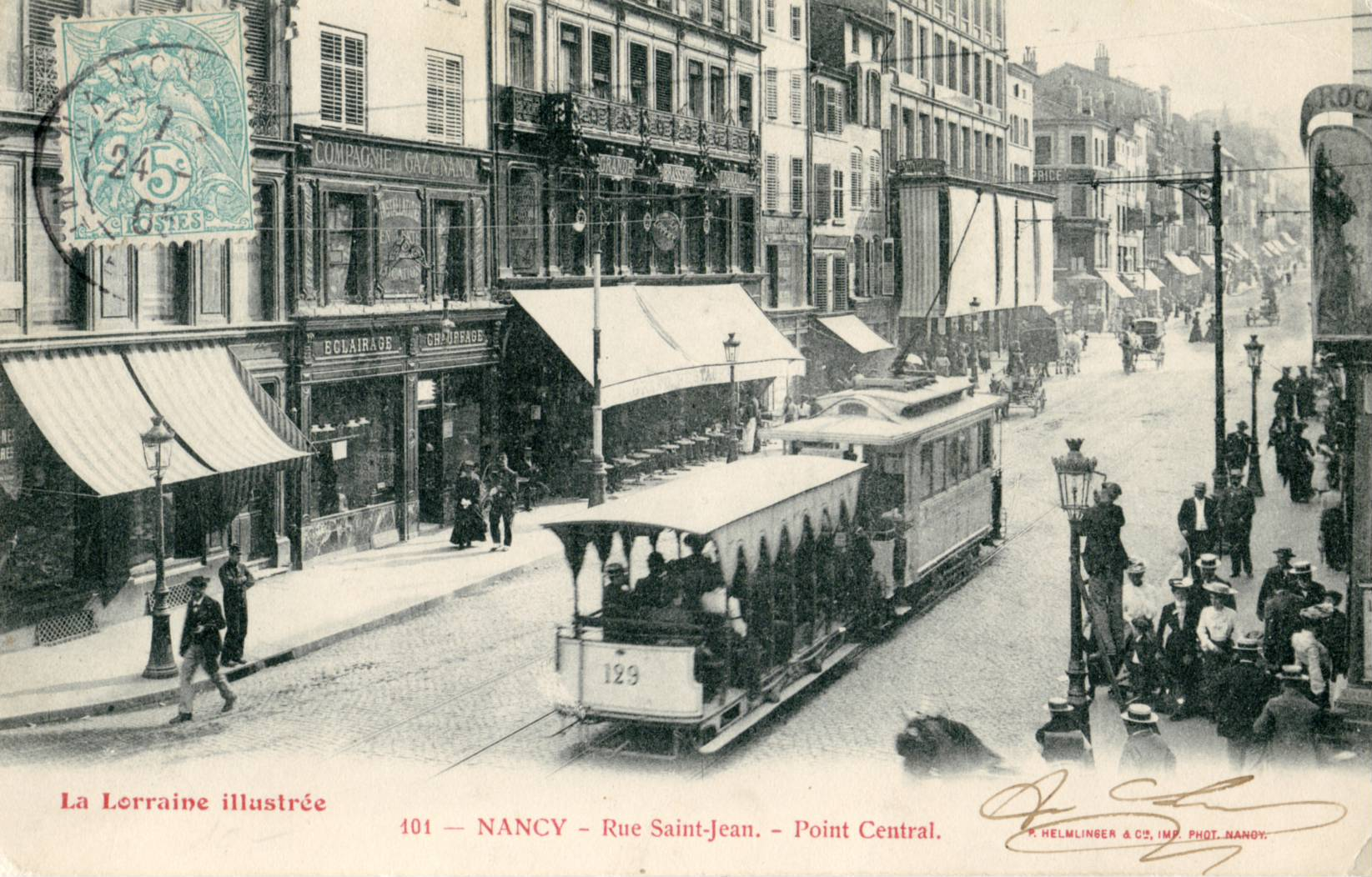
Rame de l'ancien tramway de Nancy (vers 1905)

Comme bien des villes françaises, Nancy a été doté, à la fin du XIXe siècle, d'un réseau de tramway urbain, d'abord à traction de chevaux dès 1874, puis à traction électrique à partir de 1899. Le réseau, concédé initialement à un industriel belge, Frédéric de la Hault, fut exploité par la CGFT, rétrocessionnaire de la concession.
En 1919, le réseau, qui desservait Nancy et sa banlieue sans toutefois pouvoir desservir les « hauts », s'agrandit par l'incorporation des deux lignes suburbaines vers Pont-Saint-Vincent et Dombasle, jusque-là concédées à la Compagnie des tramways suburbains.
Le développement de la concurrence automobile entraine, comme dans la plupart des villes françaises, sa disparition progressive. Elle débute en 1948, par la disparition des lignes suburbaines, puis en 1951, par la substitution de bus aux tramways sur certaines des lignes urbaines. Le 2 décembre 1958, les tramways de la ligne 3 Laxou - Essey, derniers à circuler, sont remplacés à leur tour.

### Période transitoire (1958 - 1980)
Nancy a hérité de son histoire urbaine un réseau de voirie peu adapté à une circulation automobile intense. Il n'existe notamment que peu de pénétrantes permettant aux migrations pendulaires de s'effectuer convenablement.
Face à l'accroissement considérable de la circulation automobile, des mesures efficaces ont pourtant été prises entre 1960 et 1974. Les carrefours ont été aménagés, des feux tricolores ont été installés, le stationnement a été règlementé, des rues sont passées en sens unique, la signalisation horizontale a été densifiée, des phénomènes d'onde verte ont été mis en place, un système de régulation centralisée du trafic par ordinateurs a même été implanté. Cependant, ces mesures, améliorant considérablement le trafic automobile et l'encourageant, présentaient de gros inconvénients : la voirie était utilisée à sa capacité maximale, la circulation automobile dans l'hypercentre était très dense, le cadre de vie a été dévalorisé, et les transports en commun étaient difficilement gérables.
Ainsi, lorsque le district prit la compétence « transports en commun » en 1980, le réseau était dans un état moribond. La nécessité de procéder à une revalorisation du système de transports en commun était flagrante, et quelques idées furent proposées, notamment celle d'un réseau utilisant la technologie TTI-Otis, un système de transport public de Personal Rapid Transit (PRT) constitué de cabines de six places propulsées par moteur à induction linéaire, à sustentation à coussins d'air et doté d'un système de conduite automatique intégrale. Ce système, innovant s'il en est mais bien trop futuriste et beaucoup trop onéreux, a été abandonné dès 1974, pour faire place au beaucoup plus usuel bus, dont le parc a été augmenté de manière importante et dont les fréquences de passage ont été améliorées. Le seul autre point pouvant fluidifier la circulation des bus en centre-ville envisagé à l'époque était la création d'un boulevard circulaire – boulevard qui est toujours en construction actuellement…
Le renouvellement politique de 1977 a débouché sur la création, en 1978, du « groupe déplacements » au sein du district, qui étudie, à partir d'hypothèses d'évolution de la population, des emplois et de la mobilité, cinq scénarios de politiques de déplacements urbains. Il apparut alors clairement que pour atteindre les objectifs fixés, il était nécessaire de développer les transports en commun. Trois études de faisabilité ont été réalisées, pour les technologies des bus articulés, des tramways modernes et des trolleybus articulés.
Le tramway a été à l'époque abandonné car il semblait impossible d'insérer un réseau dans la trame de la voirie nancéienne – et les coûts se révélaient prohibitifs. Restaient le bus et le trolleybus. Ce dernier, présentant une image de marque (qui avait alors besoin d'être améliorée), peu bruyant, peu polluant en centre-ville, plus confortable et plus rapide dans les côtes de Brabois, a été privilégié. Et c'est sur lui que s'est développée l'« Opération trolleybus ».

### Années 1980: l'occasion manquée du TFS
Comme de nombreuses agglomérations françaises de plus de 300 000 habitants, Nancy fut contactée lors du célèbre concours Cavaillé en 1974 pour servir de ville-test pour la réintroduction du tramway en France. Il s'agissait alors d'établir un cahier des charges visant à créer un véritable TFS susceptible de permettre à Alsthom (aujourd'hui Alstom) de re-développer un produit tramway adapté aux villes françaises.
Pour diverses raisons, Nancy refusa l'opportunité et préféra dans les années 1980 s'orienter vers un système de trolleybus articulé partiellement en site propre.
Les raisons du refus sont : Difficulté d'insertion au Point Central, Aggravation des conditions de circulation, longue période de travaux avec de forte gêne à la circulation (3-4 ans), faible gain d'exploitation, et le coût de l'investissement de 260M Frs.
Le projet de tramway prévoyait de relier la Gare de Nancy au quartier de Vandoeuvre-Nations sur un linéaire de 5 km.

### «Opération trolleybus» (1980 - 1983)
Mise en œuvre de mars 1980 à septembre 1983, elle a consisté :

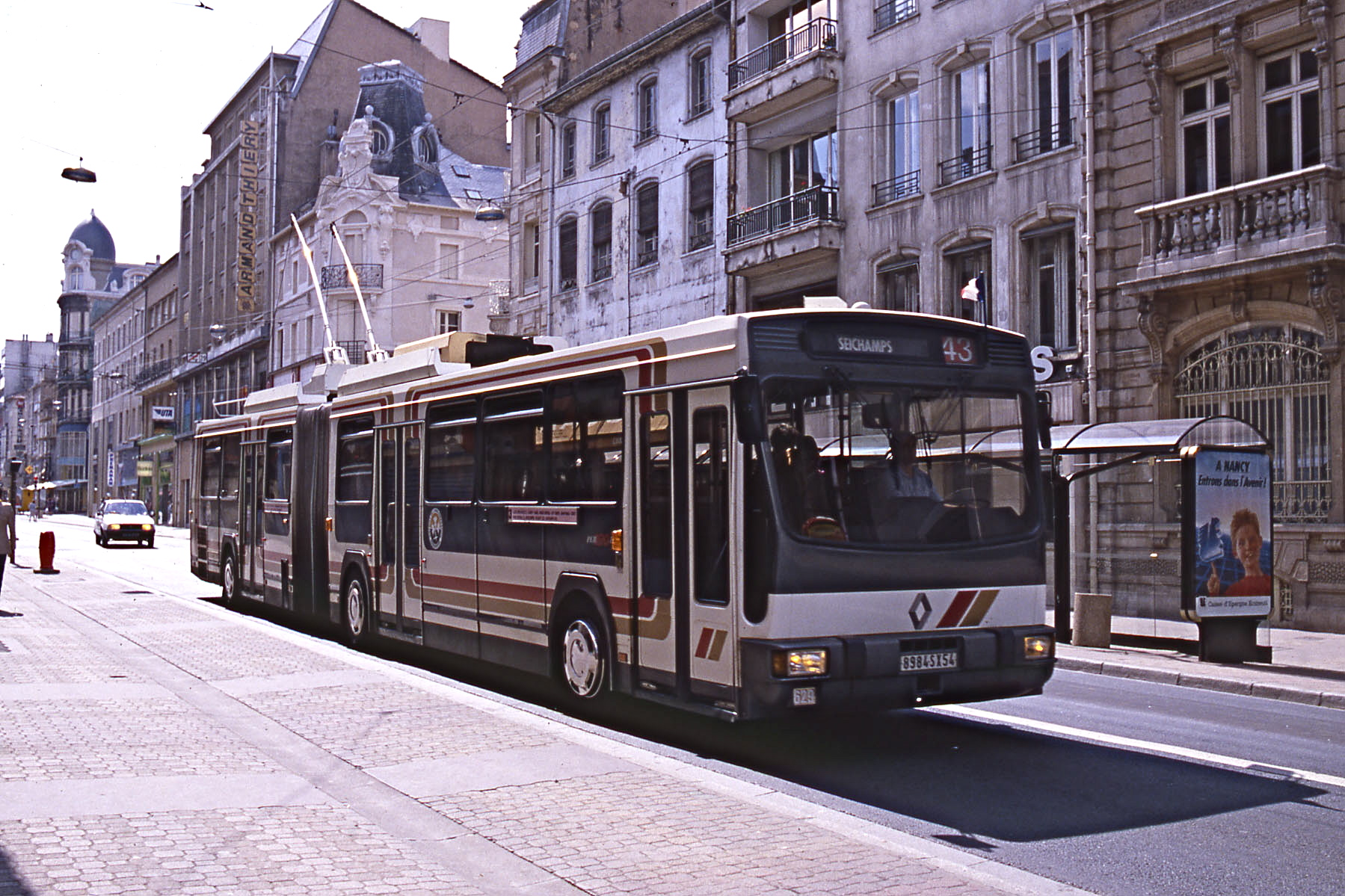
Un des Renault PER 180H de Nancy

- à créer trois lignes de trolleybus utilisant 48 trolleybus articulés bimodes Renault PER 180H ;
- à mettre en place un plan de circulation privilégiant fortement les transports en commun sans pour autant pénaliser le véhicule individuel ; ce plan de circulation se fonde sur l'implantation de couloirs réservés aux transports en commun et sur un double système de régulations centralisées de la circulation générale et des transports en commun ;
- à augmenter quantitativement l'offre kilométrique du réseau de 20,5 % en véhicules/km et de 35,9 % en places/km ;
- à améliorer qualitativement l'offre de transport en assurant une meilleure régularité des passages aux arrêts, et en diminuant les temps de parcours ;
- à restructurer le réseau, notamment en créant une ligne de rocade et en diamétralisant plusieurs lignes de façon à éviter au centre-ville le chevauchement de tronçons de lignes et le stationnement de véhicules en terminus ;
- à créer dans l'hypercentre un axe réservé aux transports en commun et aux piétons en reportant sur un itinéraire de compensation les véhicules individuels qui y circulaient ;
- à réaliser des aménagements urbains de qualité tels que des restructurations de places, des aménagements d'arrêts et de terminus ;
- à faire un effort particulier pour l'information de l'usager en rénovant la signalétique du réseau.

Trois lignes de trolleybus ont été réalisées (la ligne 3 Laxou Provinces–Pulnoy (ligne 33) ou –Seichamps (ligne 43), la ligne 4 CHU Brabois–Beauregard et la ligne 19 Île-de-Corse–Champ-le-Bœuf), électrifiées par caténaires bifilaires 750 v continu sur la quasi-totalité de la ligne, et desservies par des trolleybus bimodes PER 180, de même capacité que les autobus PR 180 (146 places), dotés d'un moteur électrique et d'un moteur thermique de même puissance (225 ch) – une innovation, permettant aux trolleybus de circuler en l'absence de caténaire, soit en cas de travaux, soit en cas de rupture d'alimentation, soit dans les zones périurbaines, les lieux classés ou les dépôts, tous non équipés. La propulsion électrique, plus silencieuse et plus propre en centre-ville permet également de gravir la côte du Vélodrome à Vandœuvre, de 13 % au maximum, à une vitesse de 41 km/h, deux fois plus rapidement que l'autobus, limité à 20 km/h (et qui à cette époque empruntait un autre itinéraire plus long et moins en pente), et est beaucoup plus souple en basse vitesse que la propulsion thermique.
En centre-ville, une politique de régulation de la circulation a été menée, se basant sur une rétention de véhicules en périphérie et sur « l'organisation de la fluidité » des sections critiques, afin de ne pas atteindre la situation de saturation du réseau. Ce « système de régulation de la circulation générale » est basé essentiellement sur des boucles électromagnétiques de détection du trafic et sur des régulateurs de feux tricolores gérés par ordinateur. En outre, la circulation des transports en commun a été améliorée en lui faisant franchir la zone régulée avec la circulation générale, mais en lui permettant de franchir la zone de retenue en implantant des couloirs et des feux spécifiques (voies propres). Le « système de gestion centralisée des autobus et trolleybus », lié au premier système de régulation, permet de suivre en direct la circulation des moyens de transport en commun et, par exemple, de favoriser l'apparition d'un feu vert à l'approche d'un autobus en retard.
L'offre quantitative a été améliorée grâce à une réorganisation du réseau qui s'est traduite par la diamétralisation de lignes, la réduction du nombre de terminus en centre-ville et la création de lignes périphériques de desserte du secteur périurbain permettant, pour certaines, une desserte directe du centre-ville, pour d'autres des déplacements périphériques et de rabattement vers les lignes structurantes. Grâce à cette restructuration du réseau et à un meilleur débit, l'offre a globalement été augmentée de 19 % en véhicules/km (objectif de 20,5 %) et de 37 % en places/km (objectif de 35,9 %).
L'offre a été qualitativement grandement améliorée. Le confort des véhicules à propulsion électrique est bien meilleur que celui des véhicules à propulsion thermique. La desserte est bien plus régulière, subissant beaucoup moins les aléas de la circulation des véhicules individuels et bénéficiant même des avantages du couplage des deux systèmes de gestions centralisées de la circulation. Enfin, les temps de parcours ont été réduits, d'une part encore grâce à la réorganisation du plan de circulation en centre-ville, d'autre part grâce à la nouvelle motorisation des trolleybus, permettant, notamment dans les côtes, une vitesse plus rapide. En 1985, la vitesse moyenne d'exploitation du réseau urbain était de 13,82 km/h, soit 14 % de plus qu'en 1980, avant le début de l'Opération Trolleybus.
La restructuration du réseau a déjà été évoquée plus haut. Ses deux grandes améliorations sont la réduction du nombre de lieux et du nombre de lignes terminus en centre-ville, permettant ainsi un repérage plus simple de la part du public des lignes de transport, et limitant également le nombre de bus en attente dans des zones déjà encombrées ; et la création de lignes de rocade, permettant les déplacements périphériques et de rabattement sur les lignes structurantes du réseau. Après restructuration, le réseau présente ainsi trois lignes de trolleybus sur l'armature du réseau (concentrant 40 % de la clientèle), six lignes d'autobus diamétrales, six radiales et six de rocade.
L'aménagement urbain de l'hypercentre s'est traduit essentiellement par la réduction de la circulation sur la zone Place Maginot - Rue St-Jean - Rue St-Georges, formant l'axe principal (approximativement ouest-est) de la ville. Supportant avant l'opération trois files de circulation et un couloir bus à contresens, il ne s'y trouvait que des trottoirs de 3,20 m de largeur. La circulation a été déviée de cet itinéraire par un aménagement de la rue Charles-III au moyen d'un souterrain, par la création d'une voirie nouvelle (Boulevard de l'Insurrection du Ghetto de Varsovie), et l'aménagement de l'axe Rue Henri-Poincaré - Rue Gambetta. La place Maginot a été ainsi rendue aux piétons, tandis que la rue St-Jean a été transformée en voie piétons-bus, avec deux voies bus en site propre de 3,20 m de large, et deux trottoirs de 5,30 m. Un mobilier urbain modeste sur la rue St-Jean se veut également affirmateur de l'activité commerciale, tandis que la place Maginot accueille désormais les bureaux d'information et les billetteries du réseau. La rue St-Georges, quant à elle, a subi une importante diminution de trafic due à la fermeture à la circulation individuelle de la rue St-Jean, sans pour autant être elle aussi transformée en voie piétons-bus.
Les aménagements urbains réalisés lors de l'Opération Trolleybus consistent essentiellement en des réhabilitations d'espaces accueillant des arrêts et terminus de lignes. Ils consistent notamment en l'implantation d'équipements tels que des abribus, des bancs, des sanitaires publics, etc. De plus, les places Monseigneur Ruch et du Colonel Driant ont été restructurées et mises en valeur[réf. nécessaire] par des espaces floraux et des plantations.
Enfin, la signalétique a été revue, avec mise en place de nouveaux poteaux d'arrêt, reprise de toute l'information aux arrêts (plan du réseau, schéma de la ligne, plan du quartier, horaires), et mise en place d'un code couleur de la ligne à la fois sur la girouette, sur les banderoles latérales et sur le « plan thermomètre » de la ligne situé à l'intérieur du bus.

### Les années 1990: le souhait de la distinction

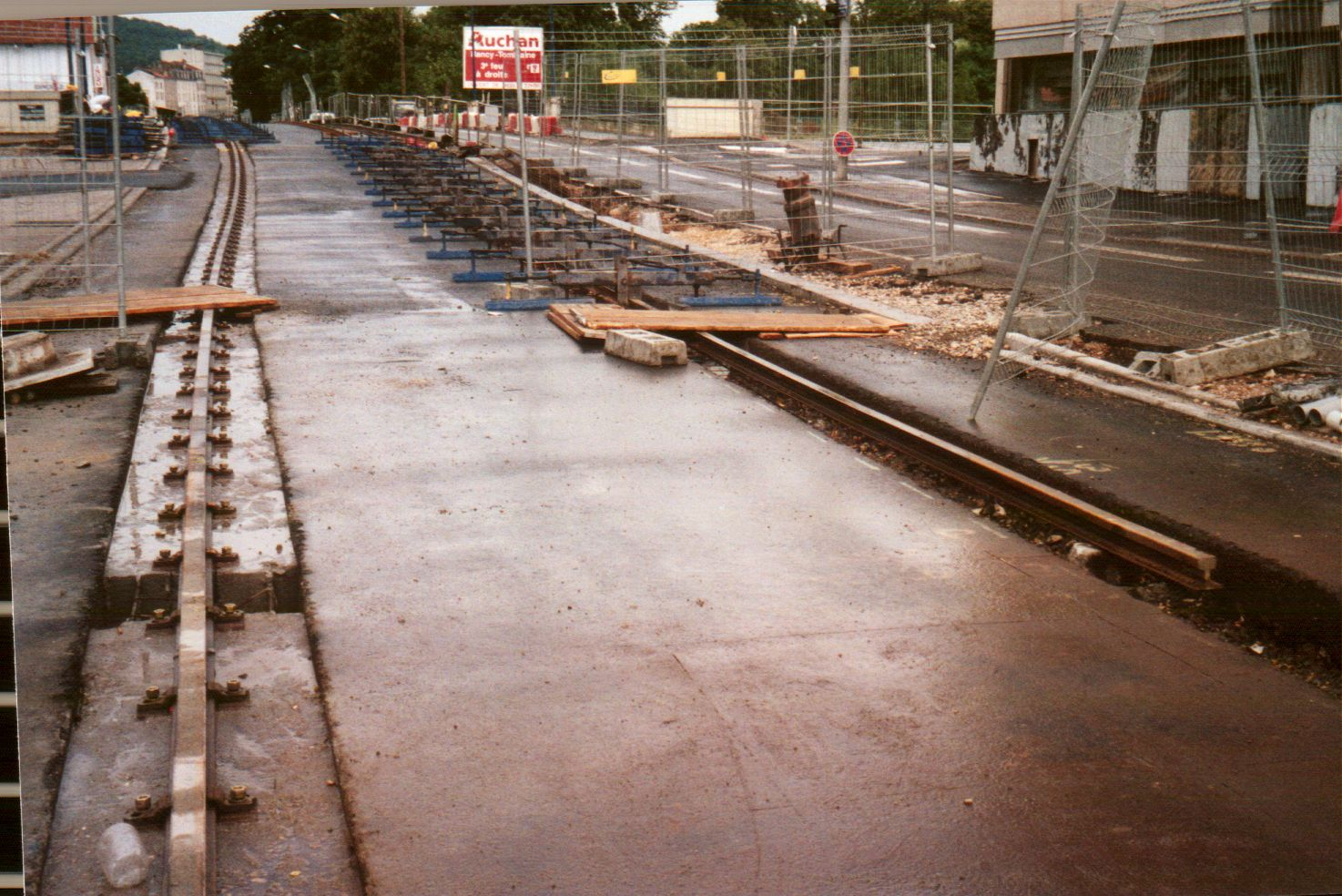
Construction du nouveau réseau : le dressage du rail de guidage de chacune des deux voies

Dans les années 1990, lors de la seconde phase de mise en place du tramway en France (Rouen, Seine-Saint-Denis…), les élus d'alors ainsi que l'exploitant du réseau préférèrent mettre en place un système hybride permettant :
- de réutiliser une partie des infrastructures électriques du trolley,
- d'éviter de recourir à un site propre intégral dans les communes périphériques globalement hostiles aux transports en commun en sites propres (Saint-Max et Essey-lès-Nancy),
- d'être les pionniers, car jamais une ligne de tram sur pneus débrayable n'avait été mise en service dans le monde.

Le constructeur ferroviaire Bombardier Transport avait précisément dans ses cartons un modèle de transport en commun bi-mode, mis au point dans les années 1980 par sa filiale belge La Brugeoise et Nivelles sur une courte ligne touristique, sous le nom de GLT (Guided Light Transit).
Par ailleurs, Nancy se situant dans une grosse cuvette, la ligne devait gravir de fortes pentes (notamment vers Brabois). Les matériels de tramway fer (dont le TFS, mais pas seulement) ne donnant pas entièrement satisfaction à cette époque, compte tenu des adaptations nécessaires au matériel pour gravir des pentes de l'ordre de 13 %, il fut décidé par la CUGN de bâtir une telle ligne de TVR, capable de franchir de telles déclivités. Enfin, d'autres motifs, financiers notamment (moindre coût supposé d'une ligne sur pneus), sont entrés en ligne de compte.

### Années 2000: un accouchement douloureux

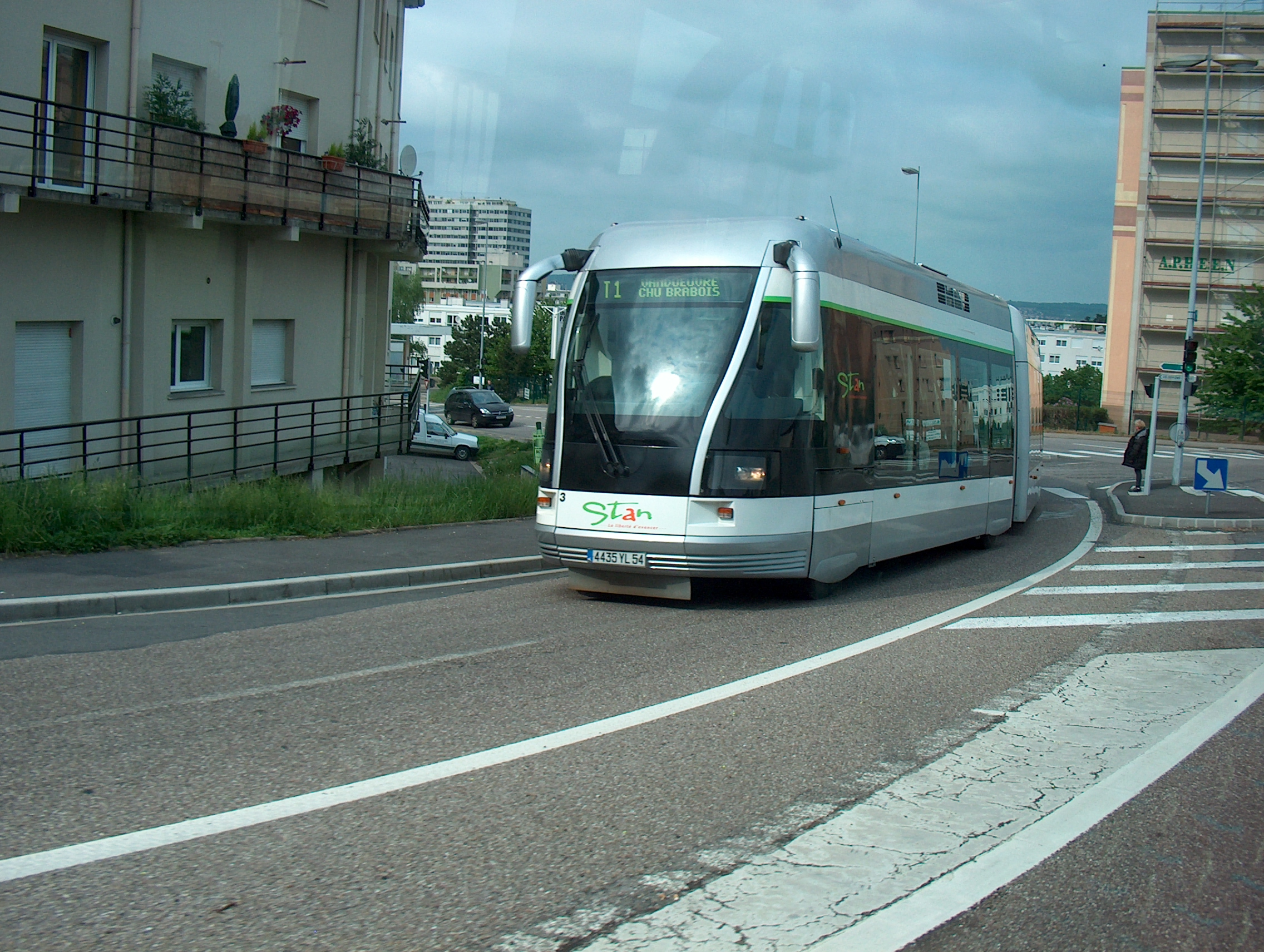
Rame montant à Brabois en mode autonome Diesel-électrique non guidé (déviation de ligne) avec la livrée verte du réseau de 2001.

Ce transport guidé de technologie TVR, est devenu célèbre pour avoir connu un nombre important de déboires au début de son service commercial, du fait d'une mise en service trop rapide en 2001 et bien que celle-ci ait fait l'objet d'un report d'un mois :
- absence de site propre intégral obligeant le véhicule à « dédropper » (quitter le rail central) et à se retrouver dans la circulation automobile,
- insuffisance des tests de débugage,
- problèmes de fiabilité du matériel roulant et d'ergonomie du poste de conduite
- usure prématurée du rail et des galets de guidage,
- "faiblesses de conception", comme se justifie le constructeur.

Finalement, la mise en service définitive a été reportée d'un an, du fait de ces déboires.

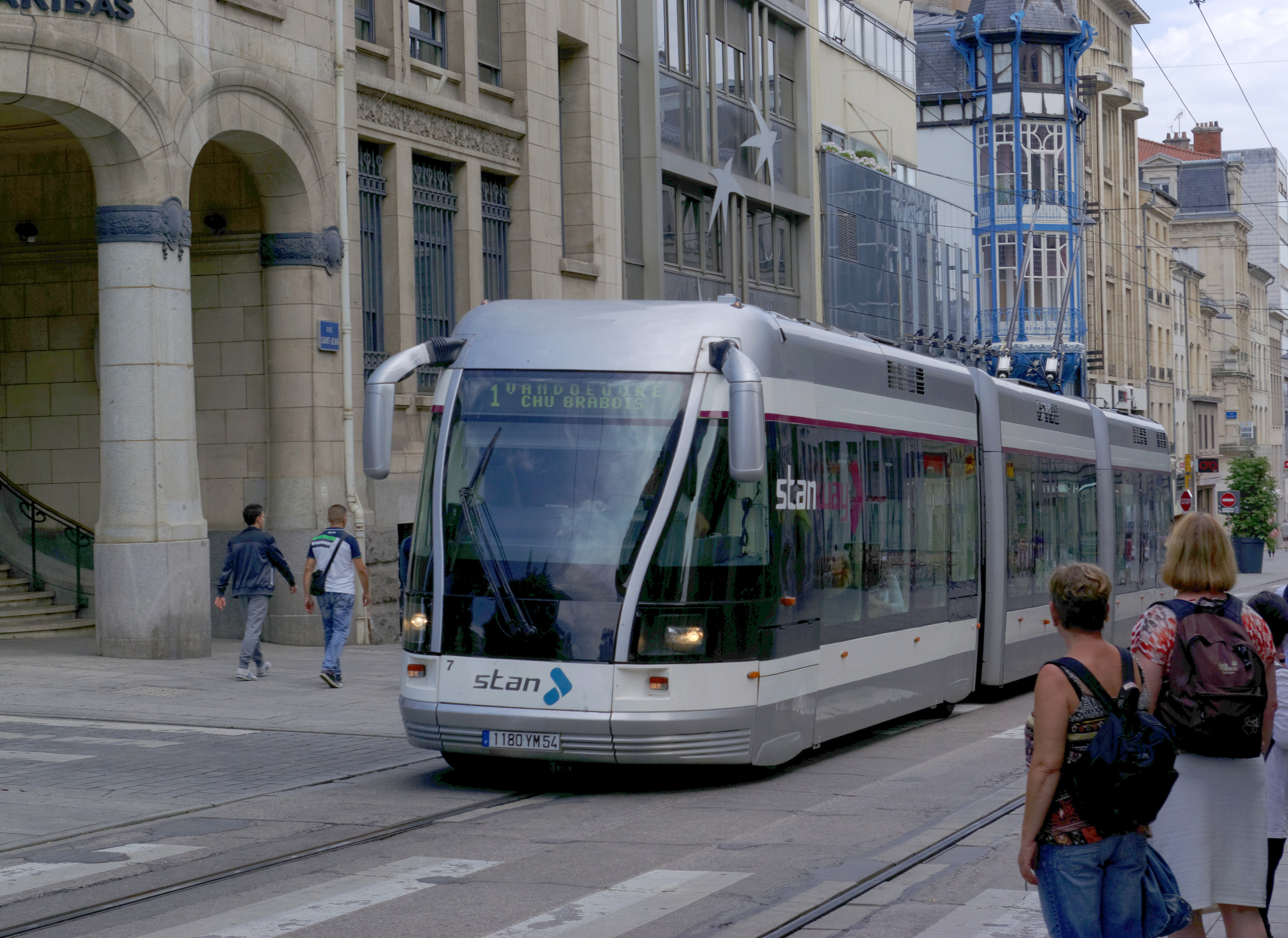
Rame de la ligne 1 au centre de Nancy avec sa livrée "Stanway" de 2013.

Mais le passage direct à un service commercial avec phase de test limitée a immédiatement déclenché de nombreux incidents (avec parfois des blessés légers), incidents qui ont eux-mêmes déclenché une polémique sur la pertinence du choix de la technologie TVR au détriment d'un tramway généralement plus fiable car d'une technologie éprouvée.
Pendant la première année, le TVR fut immobilisé pour des tests et des mises à jour. Puis peu à peu il reprit du service, jusqu'à finalement assurer un service commercial complet et à peu près normal. La fréquence officielle est depuis 1er septembre 2004 d'un tramway toutes les 5 minutes (soit plus de 4 ans et demi après la date d'inauguration), mais dans les faits le service est très irrégulier.
Mais, le réseau de bus n'ayant pas été adapté correctement à ce nouveau transport, la vitesse commerciale n'était pas celle initialement prévue : 15,2 km/h au lieu des 20 annoncés par le constructeur. Cela s'est traduit au début par une diminution de la fréquentation des lignes de bus, ce qui illustre un simple jeu de vases communicants.

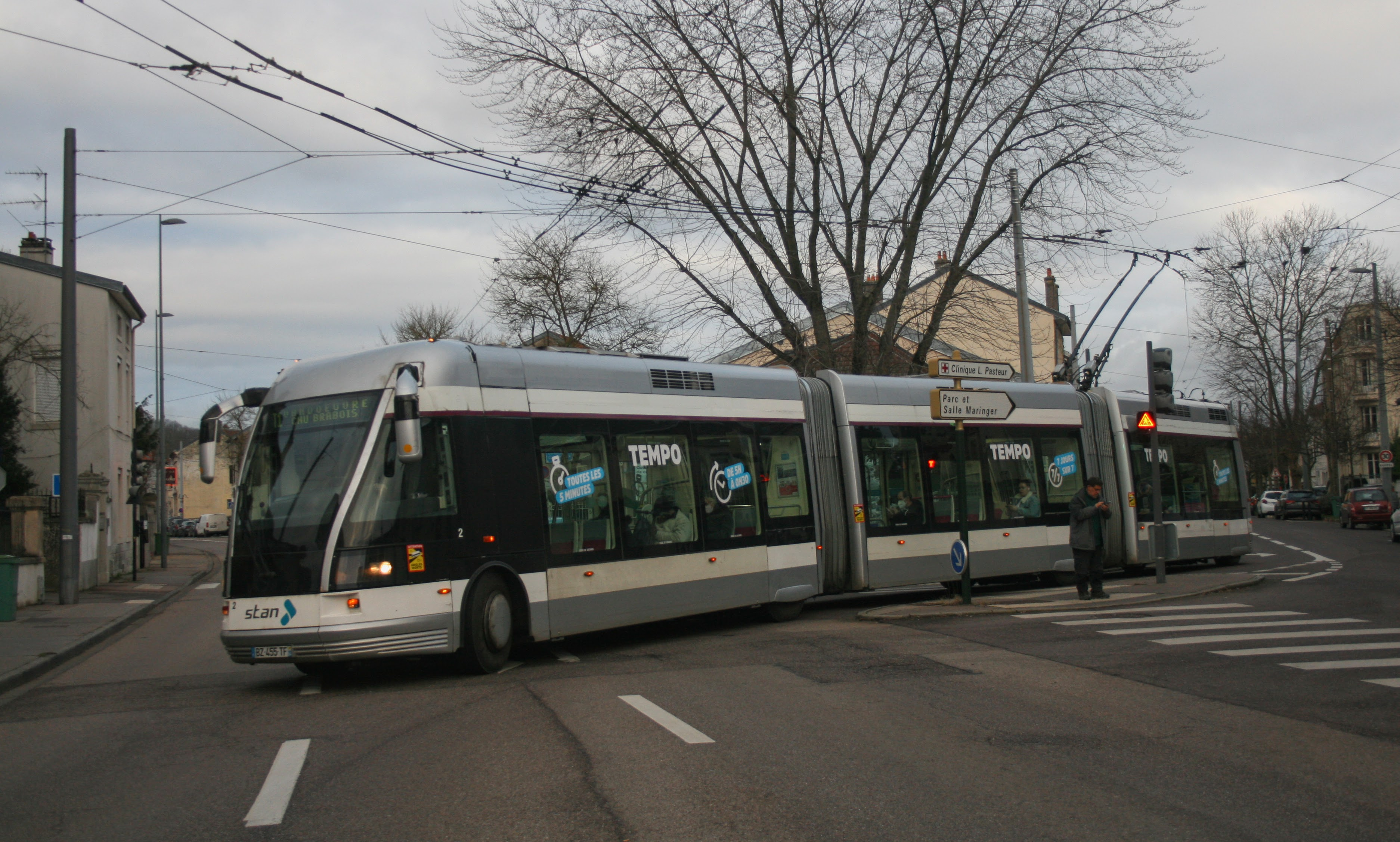
La rame numéro 2 sur la ligne T1 avec la livrée "Tempo" de 2019 à Essey-lès-Nancy.

Il en a découlé un réseau à deux vitesses, tiré par le TVR avec plus de 40 000 voy j−1. Le réseau de bus est aujourd'hui redéfini.
L'adoption en cours du PDU, ainsi que le projet de seconde ligne TCSP s'accompagnant d'une refonte du réseau bus, devraient permettre de redonner aux bus une place plus importante.
L'objectif étant de retrouver une fréquentation proche de 80 voy an−1 hab−1, contre 68 en 2005.
Le TVR a transporté plus de 45 000 voyageurs par jour[réf. nécessaire].

### Une fin de vie prématurée
C'est moins d'une dizaine d'années après la mise en service de la ligne que la métropole pose déjà sur la table la question de l'avenir de la ligne T1, alors que les projets de développement du TVR sur les lignes 2 et 3 furent abandonnés.
En novembre 2010, un rapport du Conseil général de l'environnement et du développement durable réalisé en juillet 2010 est rendu public. Il porte un regard critique sur le choix du TVR, encouragé à l'époque par l'État, et préconise le remplacement du système de transport actuel à partir de 2020, puis 2022.

La métropole de Caen sollicite cette même année le constructeur Bombardier pour l'achat de nouvelles rames de TVR afin de compléter son parc, lequel exigeant une commande de 20 rames minimum pour relancer la production au sein de son usine de Crespin-Valenciennes. Une commande commune est alors un temps évoquée entre la ville de Caen et celle de Nancy, à l'initiative de la ville normande, laquelle est rapidement abandonnée, principalement en raison des différences entre l'évolution de l'exploitation envisagée alors à Caen, et celle de Nancy.

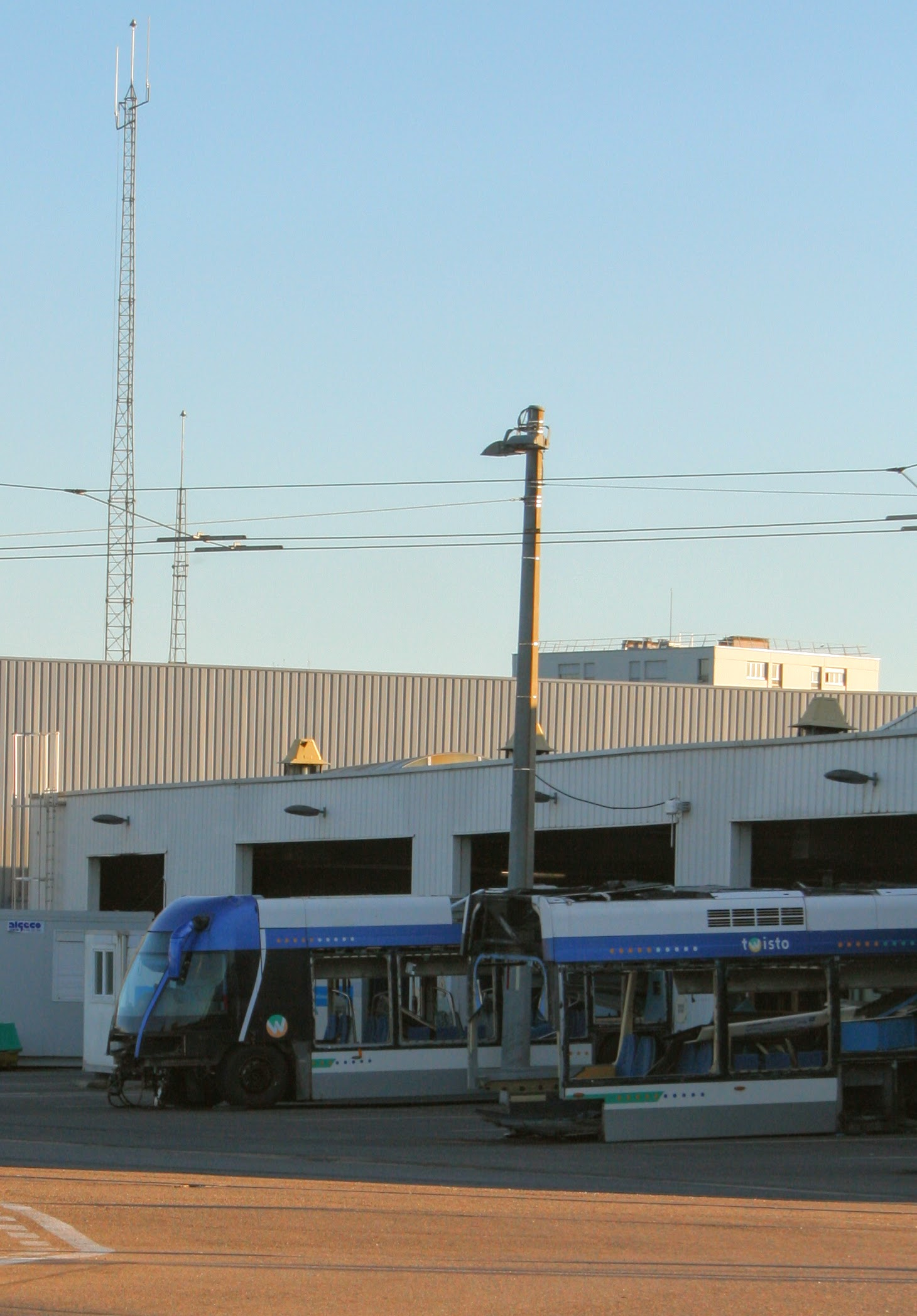
Anciennes rames du réseau Twisto de Caen démontées au dépôt Stan à Nancy.

Fin 2010, le Grand Nancy a lancé une étude visant à déterminer le mode de transport qui sera appelé à remplacer le TVR à l'horizon 2022. Cette étude concerne les trois choix qui s'offrent au Grand Nancy :
- Bus à haut niveau de service (BHNS)
- Tramway sur pneumatiques (Translohr)
- Tramway sur fer

L'agglomération caennaise fait finalement le choix en 2011 d'abandonner cette technologie pour le remplacer par un tramway fer. Le 31 décembre 2017, le dernier TVR roule à Caen et la moitié des rames, cédées pour l'euro symbolique, sont envoyées peu après à Nancy pour servir de pièces détachées. Elles sont démontées et forment alors un stock de pièces détachées nécessaire à l'exploitation du TVR nancéien jusqu'à l'arrêt de son exploitation.
Le 12 mars 2023, le TVR effectua ses derniers tours de roues après 23 ans de service. Il est remplacé par un trolleybus bi-articulé de modèle Hess Lightram 25 DC.

## Caractéristiques de la ligne
Le TVR était exploité sur une ligne Est-Ouest, dite T1 accessible aux personnes à mobilité réduite sur les sections guidées. La ligne permettait également une connexion aisée aux systèmes de locations de vélo : VélOstan.
La ligne T1 s'étendait d'Essey-lès-Nancy (quartier Mouzimpré), au CHU de Vandœuvre-lès-Nancy sur le plateau de Brabois, soit 11,3 kilomètres de longueur. Elle est exploitée comme tout le réseau de bus par Keolis Grand Nancy sous la marque STAN.
Les arrêts principaux de la ligne T1 permettaient d'effectuer les correspondances avec les bus de l'agglomération nancéienne :
- Vandœuvre CHU Brabois,
- Vélodrome (numéro 1),
- Nancy Gare (numéro 2) Gare SNCF + gare routière,
- Point Central (numéro 3),
- Division de Fer (numéro 4),
- Saint-Georges (numéro 5 ; à noter qu'il n'a jamais existé aucun bus en 15X en raison de l'abandon du dépôt boulevard d'Austrasie),
- Gérard Barrois - Stade Marcel Picot (numéro 6),
- Essey Mouzimpré (numéro 7),

De la mise en service du TVR jusqu'à la réorganisation du réseau accompagnant la mise en service de la ligne TCSP 2, les lignes de bus faisaient l'objet d'une numérotation à 3 chiffres. Le numéro du pôle de correspondance permettait de repérer les lignes de bus urbains, dont le numéro est construit selon le schéma suivant : 
- [numéro de la ligne de TVR]
- [numéro du pôle de correspondance]
- [numéro de la ligne].

Par exemple la ligne 130 était en correspondance avec la ligne 1, au niveau du pôle de correspondance no 3 (Point Central), ou la ligne 123 au niveau du pôle no 2 (gare routière Place de la République). Le système de numérotation à 3 chiffres des lignes de bus du réseau Stan a été abandonné à l'occasion de la restructuration du réseau qui accompagnera la mise en service du BHNS « Stanway » à la rentrée 2013, où les lignes étaient désormais numérotées de 1 à 19. Aujourd'hui, une nouvelle restructuration du réseau de bus s'est traduit par une numérotation où les lignes sont triées par fréquence (Lignes « T » (Tempo) avec un passage toutes les 5 à 10 minutes, lignes 1X avec un passage toutes les 15 à 30 minutes, lignes 2X avec un passage toutes les 30 à 60 minutes, lignes 3X avec quelques passages fixes dans la journée et un transport à la demande le reste du temps, et enfin 5X et 6X pour désigner les lignes scolaires). La ligne 1 récuperait alors son préfixe pour être renommé T1, « T » pouvant faire référence à « Tram » mais également à « Tempo ». De plus, le réseau Sub adhère désormais également à ce nouveau système de numérotation des lignes, avec la ligne 10, qui vient s'ajouter à la numérotation après les lignes "Tempo" et "Corol".
L'offre comprenait un tram toutes les 5 minutes en journée. Augmenter la vitesse commerciale pourrait suffire à augmenter encore les fréquences pour faire face à l'affluence, mais il semblerait que le réseau ait aujourd'hui atteint sa limite, pour différentes raisons :
- une insuffisance de l'espacement entre les stations (à peine 400 mètres en moyenne). La ville de Nancy étant une ville de province de taille moyenne, il n'y a aucune raison à ce faible espacement moyen, même si cela permettrait de rendre la ligne plus efficace. En effet, la problématique de l'efficacité de la ligne de tramway ne peut pas être résolue en raison du manque de fiabilité du matériel roulant, tombant régulièrement en panne, et mettant cette ligne dans une impasse technique ;
- un temps important passé aux arrêts, du fait en partie du système d'ouvertures de porte. Cette question a été résolue depuis la mise en place d'un système de fermeture définitive des portes au bout de 30 secondes. Évidemment, s'il n'y a personne à l'arrêt ou s'il n'est pas nécessaire d'utiliser les 30 secondes pour que tout le monde embarque dans le tram, celui-ci peut partir avant l'écoulement de ces 30 secondes. Une autre raison qui peut expliquer ce temps important d'attente aux quais est tout simplement la sur-fréquentation de la ligne, comparée aux objectifs visés. Il semblerait en effet que la CUGN ait sous-estimé le succès de la ligne 1 lors de sa conception…
- une capacité insuffisante des véhicules. En effet, un TVR offre au total 178 places, quand un tramway fer de 30 mètres peut accueillir au moins 200 personnes.
- un niveau sonore élevé et des travaux de maintenance fréquents.
- de très nombreuses pannes à répétition, quasi quotidiennes, dues au manque de fiabilité du matériel roulant, altèrent l'exploitation de la ligne (surnommée par certains habitants « Stan-limace », en raison de sa lenteur).

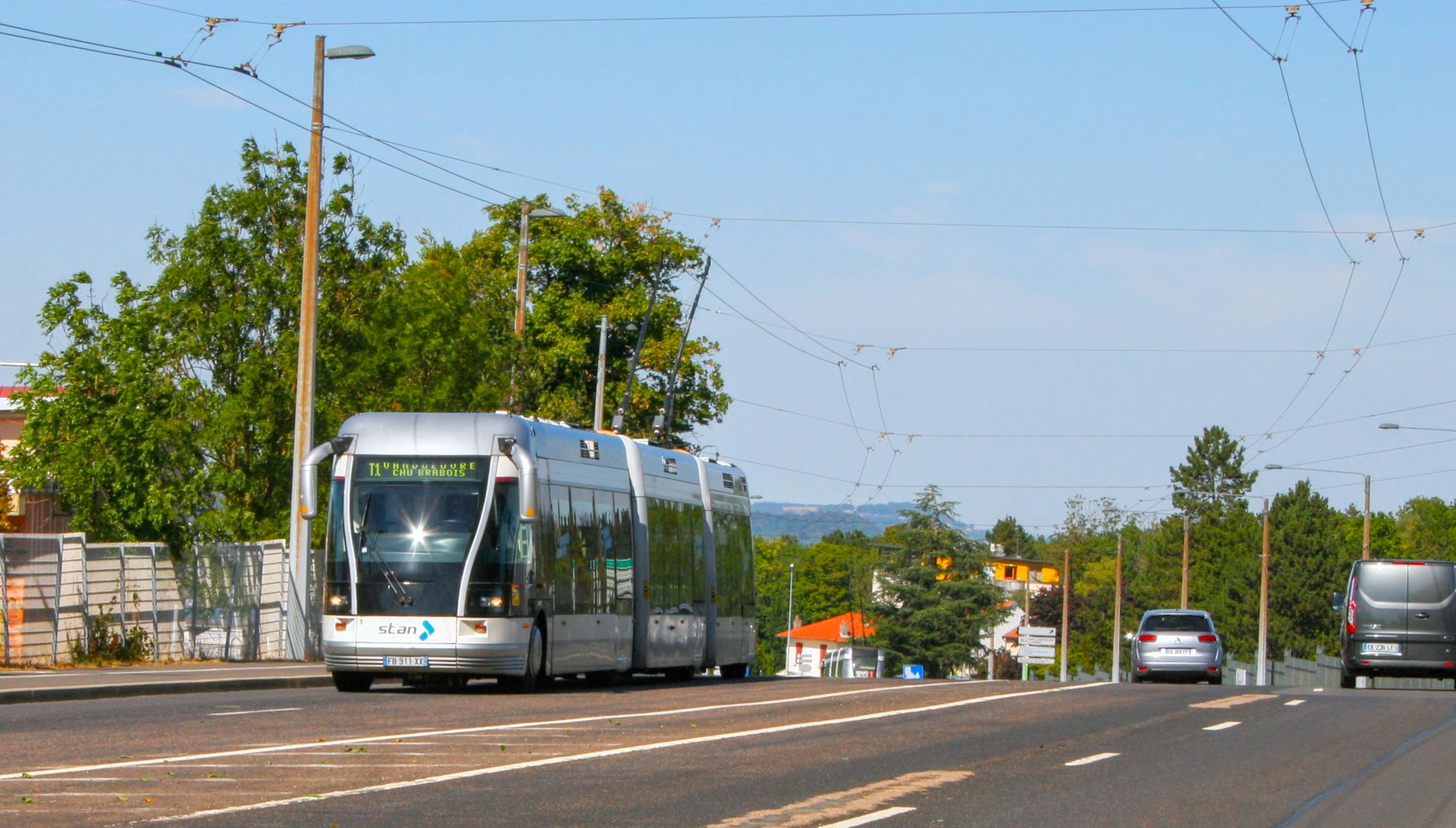
La rame de TVR numéro 1 s'approchant de l'arrêt Forêt de Haie dans sa section non guidée, sur la côte de Brabois.

Les sections suivantes sont non guidées :
- entre Callot et Vandœuvre - CHU Brabois (non inclus) ;
- entre Gérard Barrois - Stade Marcel Picot et Essey Mouzimpré (non inclus), à l'exception de la section entre Essey Roosevelt et Essey Mouzimpré en direction d'Essey Mouzimpré.
- Entre l'arrêt "Kennedy" et "Mon désert", sur une partie du viaduc Kennedy, depuis août 2020 et jusqu'à l'arrêt d'exploitation des rames, mais seulement en direction de Vandœuvre.

Le reste des sections (terminus, station Essey Roosevelt en direction d'Essey Mouzimpré, entre Callot et Gérard Barrois inclus) sont quant à elles guidées. Cela représente 60 % des sections.
Liste des stations et correspondances de l'ancienne ligne du réseau de 2013 à 2019 :
|  |   |  | Station                             | Lat/Long                    | Communes            | Correspondances                                     |
|  | - |  | ----------------------------------- | --------------------------- | ------------------- | --------------------------------------------------- |
|  | ■ |  | Essey Mouzimpré                     | 48° 42′ 06″ N, 6° 13′ 30″ E | Essey-lès-Nancy     | Tempo3 - 31A & B -                                  |
|  | • |  | Essey Roosevelt                     | 48° 42′ 15″ N, 6° 13′ 16″ E | Essey-lès-Nancy     | 31A                                                 |
|  | • |  | Clinique Pasteur                    | 48° 42′ 11″ N, 6° 12′ 59″ E | Essey-lès-Nancy     |                                                     |
|  | • |  | Washington Foch                     | 48° 42′ 08″ N, 6° 12′ 48″ E | Saint-Max           | 22                                                  |
|  | • |  | Saint-Livier                        | 48° 42′ 03″ N, 6° 12′ 32″ E | Saint-Max           | 22                                                  |
|  | • |  | Gérard Barrois - Stade Marcel Picot | 48° 41′ 59″ N, 6° 12′ 16″ E | Saint-Max           | 22 - 32 - 31a & 31b                                 |
|  | • |  | Cristalleries                       | 48° 41′ 51″ N, 6° 11′ 56″ E | Nancy               | 13                                                  |
|  | • |  | St-Georges                          | 48° 41′ 44″ N, 6° 11′ 43″ E | Nancy               |                                                     |
|  | • |  | Division de Fer                     | 48° 41′ 35″ N, 6° 11′ 23″ E | Nancy               |                                                     |
|  | • |  | Cathédrale                          | 48° 41′ 31″ N, 6° 11′ 08″ E | Nancy               |                                                     |
|  | • |  | Point Central                       | 48° 41′ 27″ N, 6° 10′ 57″ E | Nancy               | Tempo 2 - Tempo 4 - Corol 1 & 2 - 11 - 12 - 13      |
|  | • |  | Maginot                             | 48° 41′ 21″ N, 6° 10′ 39″ E | Nancy               |                                                     |
|  | • |  | Nancy Gare                          | 48° 41′ 21″ N, 6° 10′ 39″ E | Nancy               |                                                     |
|  | • |  | Kennedy                             | 48° 41′ 11″ N, 6° 10′ 29″ E | Nancy               |                                                     |
|  | • |  | Mon Désert                          | 48° 41′ 04″ N, 6° 10′ 35″ E | Nancy               | 16                                                  |
|  | • |  | Garenne                             | 48° 40′ 52″ N, 6° 10′ 43″ E | Nancy               |                                                     |
|  | • |  | Jean Jaurès                         | 48° 40′ 44″ N, 6° 10′ 47″ E | Nancy               | Tempo 4                                             |
|  | • |  | Exelmans                            | 48° 40′ 30″ N, 6° 10′ 33″ E | Nancy               | Pleine Lune 43                                      |
|  | • |  | Campus ARTEM Blandan                | 48° 40′ 19″ N, 6° 10′ 21″ E | Nancy               | 11 - Pleine Lune 43                                 |
|  | • |  | Montet Octroi                       | 48° 40′ 06″ N, 6° 10′ 07″ E | Nancy               | Pleine Lune 43                                      |
|  | • |  | Vélodrome                           | 48° 40′ 01″ N, 6° 10′ 01″ E | Vandœuvre-lès-Nancy | Ligne Corol 1 & 2 - 17 - 30 - 23 & 100 (Réseau sub) |
|  | • |  | Callot                              | 48° 39′ 58″ N, 6° 09′ 58″ E | Vandœuvre-lès-Nancy | Ligne Corol 1 & 2 - 17 - 30 - 23 & 100 (Réseau sub) |
|  | • |  | Le Reclus                           | 48° 39′ 45″ N, 6° 09′ 43″ E | Vandœuvre-lès-Nancy |                                                     |
|  | • |  | Saint-André Jardin Botanique        | 48° 39′ 37″ N, 6° 09′ 34″ E | Vandœuvre-lès-Nancy |                                                     |
|  | • |  | Doyen Roubault                      | 48° 39′ 27″ N, 6° 09′ 21″ E | Vandœuvre-lès-Nancy | 100 (Réseau Sub)                                    |
|  | • |  | Faisanderie                         | 48° 39′ 14″ N, 6° 09′ 08″ E | Vandœuvre-lès-Nancy | 100 (Réseau Sub)                                    |
|  | • |  | Forêt de Haye                       | 48° 39′ 03″ N, 6° 08′ 54″ E | Vandœuvre-lès-Nancy | 10 & 100 (Réseau sub) - Brabois Express 18          |
|  | ■ |  | Vandœuvre - CHU Brabois             | 48° 38′ 58″ N, 6° 08′ 46″ E | Vandœuvre-lès-Nancy | 100 (Réseau Sub) - C (Réseau T’MM) -                |

## Projets réalisés sous une autre forme

### Un retour aux trolleys raté
Initialement, plusieurs lignes de TVR auraient dû être créées à Nancy. En raison des difficultés techniques multiples d'exploitation, leur réalisation a été ajournée, puis la métropole s'oriente vers l'exploitation de trolleybus, et commande alors 7 véhicules au constructeur italien Ansaldobreda. Le constructeur conçoit spécialement pour Nancy le modèle F22, dérivé du F19. Le premier véhicule arrive au dépôt en 2002, suivi des 6 autres. Les tests démarrent aussitôt, mais les techniciens se rendent compte d'une erreur qui va compromettre tout début d'exploitation : les perches se révèlent trop courtes pour les lignes aériennes des anciens PER180H censées être réutilisées pour ces nouveaux trolleybus. Le problème tend à être corrigé, mais la législation française empêche le rallongement des perches, qui sont comprises dans la longueur du véhicule. Une longue bataille juridique entre la métropole du Grand Nancy et le constructeur italien s'engage alors. Un premier jugement du tribunal déboute AnsaldoBreda, qui fait appel de la décision. Alors que la cour administrative d'appel de Nancy s'apprête à rendre son jugement, la CUGN et AnsaldoBreda annoncent être parvenus à un accord. Les 6 trolleybus livrés mais non receptionnés par la métropole sont renvoyés en italie 9 ans après leur arrivée dans la ville lorraine, puis finalement rachetés par la ville d'Ancône et mis en service en 2014. Ils complètent le parc de deux trolleybus Solaris Trollino 18.
Le premier véhicule lui, seul réceptionné et payé par la métropole du Grand Nancy restera quelques années de plus dans les hangar du dépôt de la Stan avant d'être préservé par l'association Autobus Passion et rappatrié à Ronchin.

### Un BHNS "Stanway", en 2013
À la suite de ce deuxième échec de développement des lignes 2 et 3, c'est finalement un projet une nouvelle fois revu à la baisse avec l'annonce d'une ligne de TCSP. Le projet se concrétise petit à petit sous la forme de bus à haut niveau de service (BHNS). C'est finalement à l'occasion de la cession de l'exploitation à TransDev et du nouveau réseau stan en 2013 que la ligne 2 (suivie de la ligne 3 l'année suivante) entre en service. Les véhicules choisis sont des bus articulés de 18 mètres proposés par le constructeur Irisbus (Aujourd'hui Iveco). Ce sont des Créalis Néo roulant au GNV. L'intégralité des arrêts de la ligne 2 et une partie de ceux de la ligne 3 sera équipé d'un nouveau mobilier et accessibles au PMR.  La ligne 2 possède également un site propre sur 60% de son parcours. Le projet se nomme alors "StanWay" et englobe la ligne du tram, les deux lignes de BHNS ainsi que la ligne 4 exploitée avec des bus articulés classiques.
En 2019, Keolis remporte l'appel d'offre pour l'exploitation du réseau urbain et suburbain, et l'ensemble des lignes fortes du réseau sont renommées "Tempo". La ligne T2 sera prolongée de Laxou Plateau de Haie à Laxou Sapinière et la ligne T3 sera prolongée de Laxou Provinces à Villers Campus Sciences.

### Ligne T2

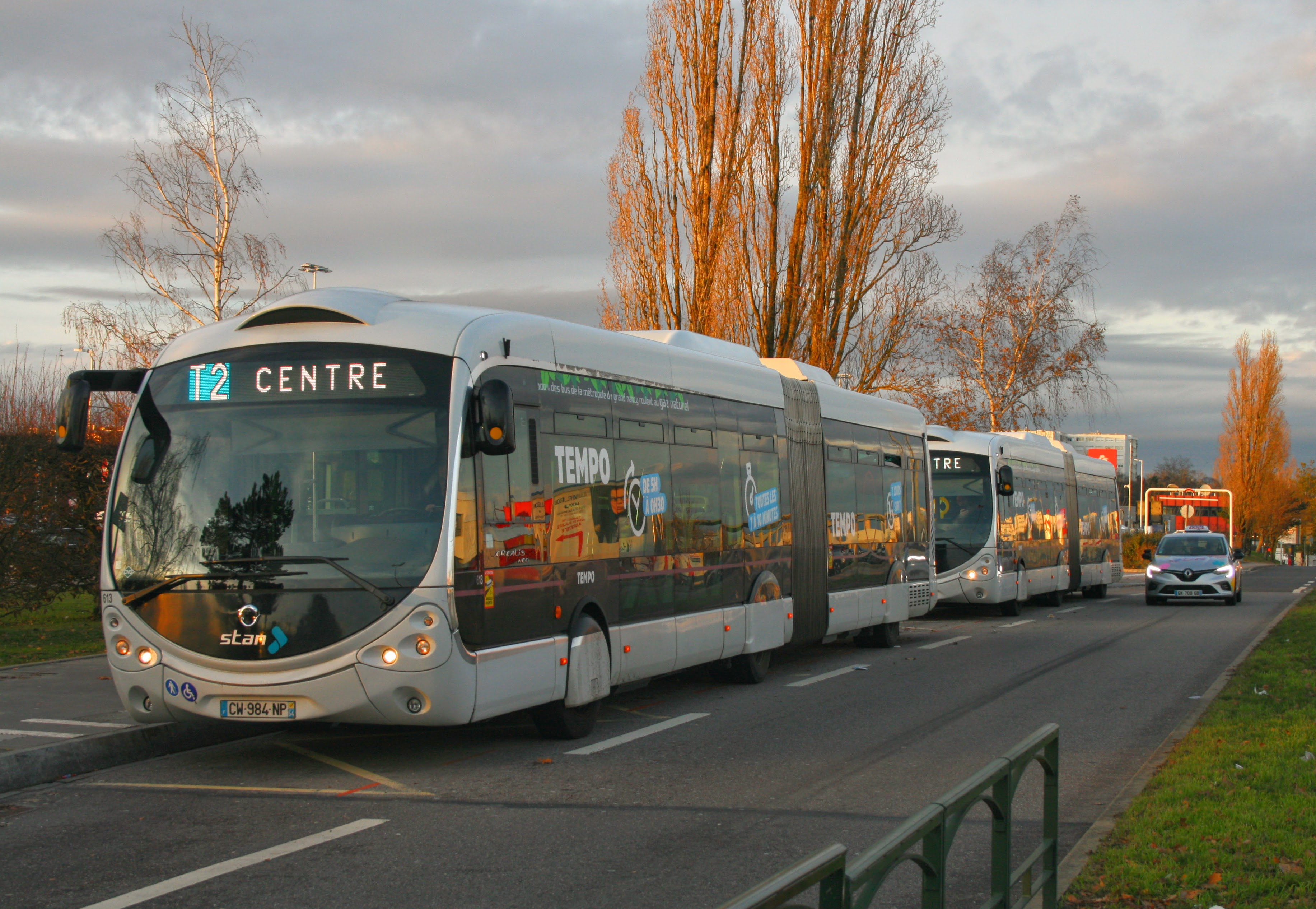
Deux Créalis Néo d'Irisbus en pause au terminus Laxou Sapinière de la ligne T2.

La ligne de TCSP 2 a été réalisée sous la forme d'un BHNS (bus à haut niveau de service) mis en service le 24 août 2013. La CUGN a donc décidé de ne pas renouveler le choix du TVR pour cette nouvelle ligne. La ligne 2 relie le terminus Laxou Plateau de Haye, dans le quartier de Champ-le-Bœuf (Laxou Sapinière depuis 2019), à Laneuveville-devant-Nancy, via Haut-du-Lièvre, place Godefroy de Bouillon et Campus Lettres, Nancy Gare, la place Charles III et celle des Vosges et Jarville. Elle bénéficie de couloirs réservés sur environ 60 % de son tracé.

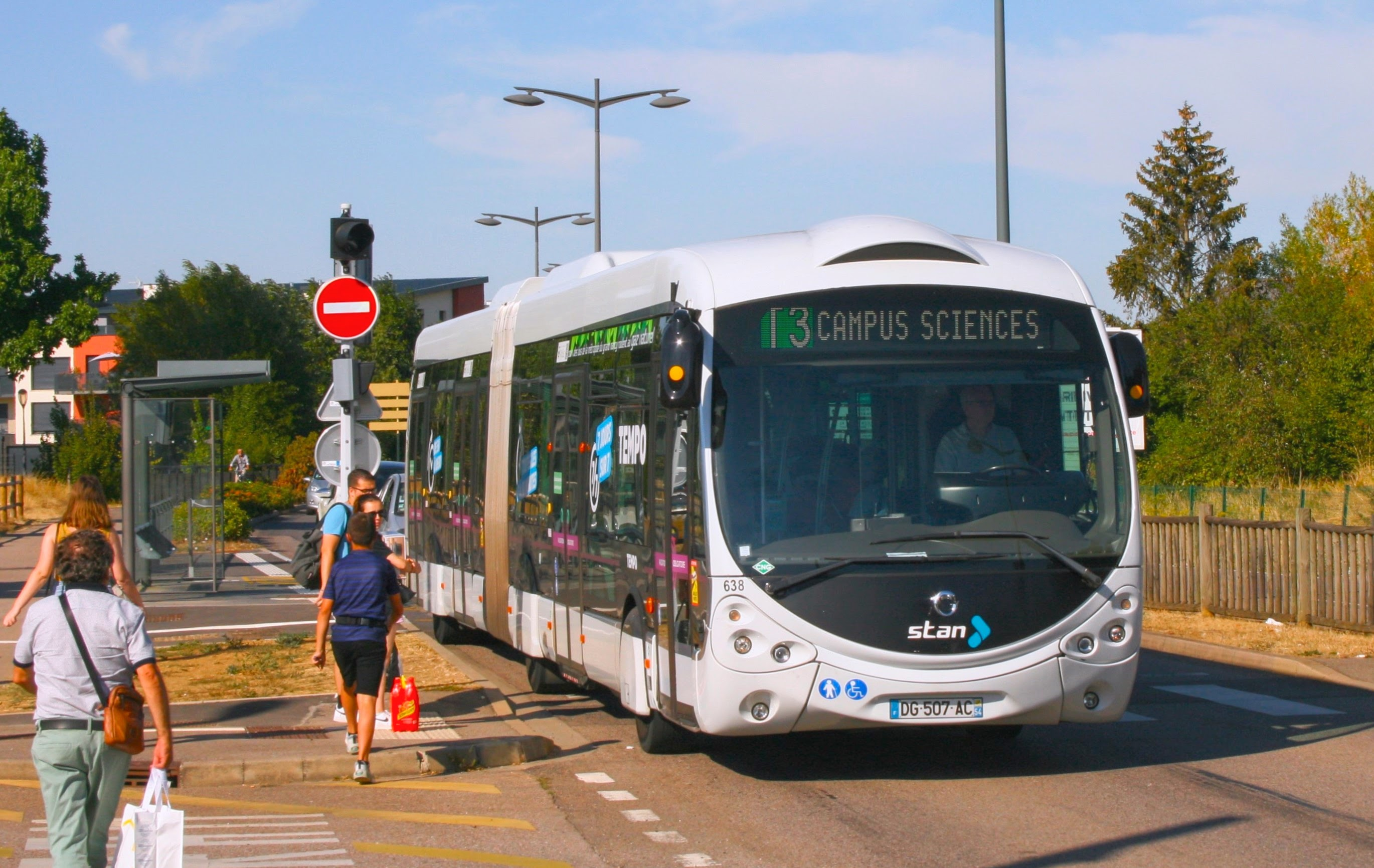
Un Créalis Néo en service sur la ligne T3 en direction de Villers Campus Sciences.

Les fréquences de passages sont augmentées et les horaires élargis le matin et le soir. Des parcs relais, prévus pour permettre aux voitures de s'arrêter à la périphérie, ont été aménagés le long de la ligne 2 à Nancy Gentilly, Jarville Gare, Jarville Gabriel Fauré et Laneuveville Centre.

### Ligne T3
Une troisième ligne de TCSP est  également sous forme de BHNS. Dans le cadre de la mise en service de la ligne 2, une ligne 3 relie Laxou Provinces (Villers Campus Sciences depuis 2019) à Seichamps Haie Cerlin. Cette ligne est équipée de BHNS depuis le 1er septembre 2014 et dessert 2 parkings relais dont un existant pour le TVR à Essey Mouzimpré et l'autre à Seichamps, crée pour l'occasion.

### Infrastructure abandonnée

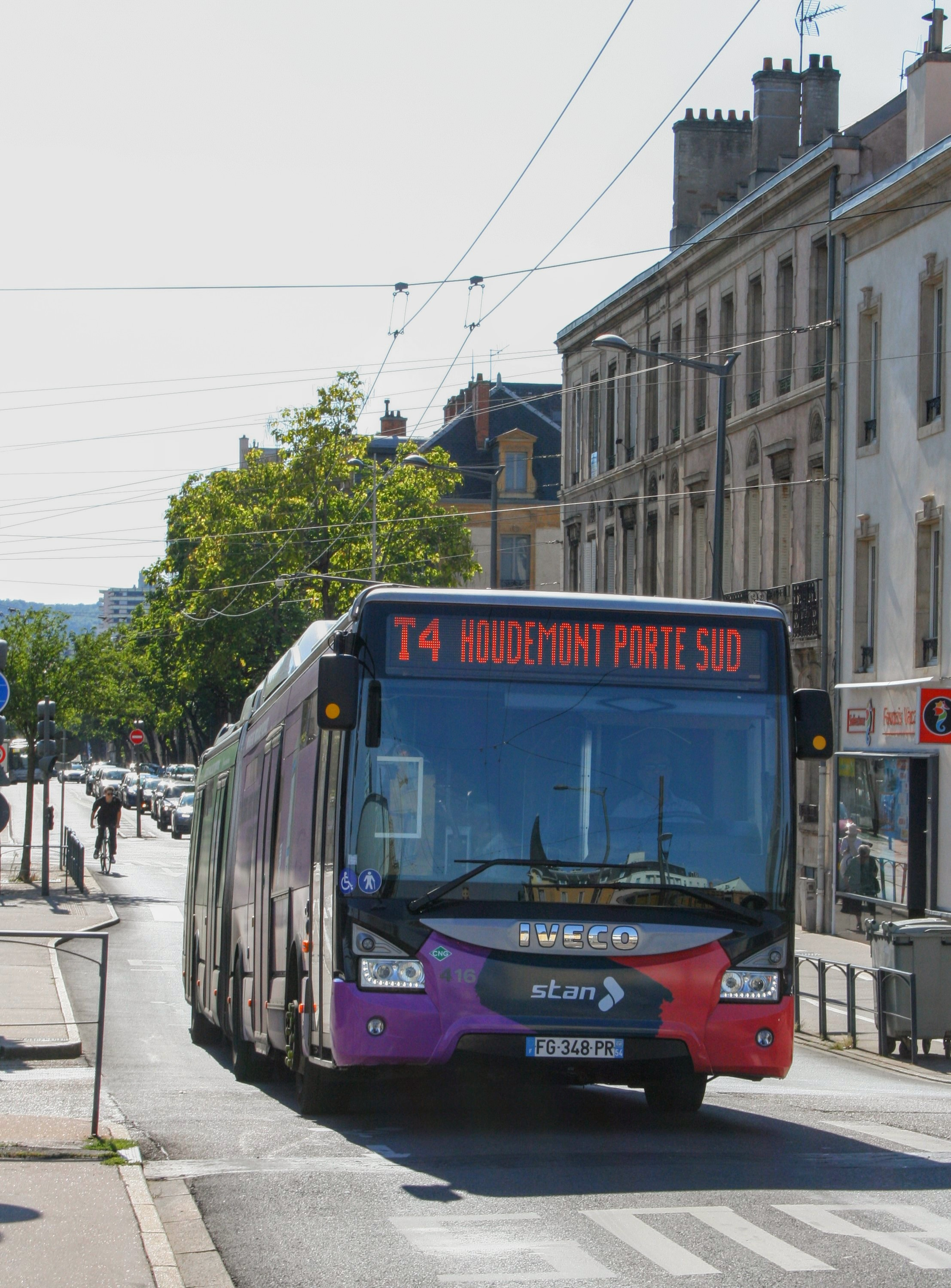
Un Urbanway 18 GNV en service sur la ligne T4 passant sous les lignes aériennes de l'ancien trolleybus avenue Foch.

L'infrastructure aérienne est elle restée en place dans l'hypothèse perpétuelle d'une réutilisation (sauf au terminus Nancy "Ile-de"Corse" et sur le tronçon du quartier Saurupt à la Place des Vosges) maintenue en état de fonctionnement mais jamais utilisée. C'est finalement très progressivement que l'infrastructure abandonnée est démentelée :
- Entre début 2011 et fin 2012 pour le tronçon de Laxou "Champ-le-Boeuf" à la Place Godefroy de Bouillon/Gare de Nancy (hors montée de Pinchard),
- En 2016 pour le tronçon entre Nancy "Beauregard" et la Place Godefroy de Bouillon[16],
- En mai 2022, suppression de la LAC sur toute la longueur de la rue des 4 églises à la suite de la chute d'un des poteaux et à la rupture des cables[17],[18],[19].
- Dans la nuit de dimanche 28 à lundi 29 mai 2023, les câbles qui restaient tendus sur l'avenue Raymond Pinchard ont été sectionnés et les parties en cuivres volées[20],[21]. Keolis intervenait le lendemain pour démonter le reste des lignes aériennes jusque la tendues sur une partie de l'avenue.
- Les LACs du tronçon "Vandœuvre CHU Brabois" à "Essey Mouzimpré", réutilisées par le TVR et ainsi que par le futur trolley en 2024 ont été déposées entre avril et juin 2023, et seront réinstallées sur l'entiereté du tronçon (sauf entre "Division de Fer" et "Mon Désert/Jean Jaurès/Montet Octroi", et à hauteur de la boucle de retournement du terminus de Brabois).

Aujourd'hui, les lignes aériennes de l'ancien trolleybus sont encore en place sur le tronçon "Saint-Léon/Gare" à "Laxou Provinces" ainsi que sur une partie de la rue Saint-Dizier (de la porte Saint-Nicolas à l'intersection avec la rue Saint-Jean) et dans l'enceinte du dépôt Marcel Brot.
Jusqu'en 2023, les lignes aériennes abandonnées venant de Laxou Provinces étaient reliées à celles de la ligne T1, dans l'optique d'un site propre commun utilisé sur une potentielle ligne 2 de TVR ou de trolleybus. L'installation d'un aiguillage aurai suffit à mettre en service cette infrastructure. Finalement, les installations s'arrêtent désormais avant le carrefour avec la rue Saint-Léon.
En 2019, Iveco Bus teste en accord avec l'exploitant son nouveau trolleybus Créalis Néo IMC, notamment sur le tronçon "Saint-Léon/Gare" à "Laxou Provinces", sur la montée de Pinchard ainsi que dans l'enceinte du dépôt Marcel Brot,.

## Reconversion entram ferpuis entrolleybuset fin de vie
La métropole du Grand Nancy a adopté le projet de reconversion du TVR par un tramway fer de 40 m de long, le 14 décembre 2018, reliant le CHU Brabois en passant par le campus sciences à Porte Verte de la ville d'Essey, et la création d'une seconde ligne de Roberval par Nations vers Meurthe Canal avec un tronc commun entre Vélodrome et Saint-Georges, un projet de 15,1 km pour 27 stations, le coût du projet est de 412 M€.
Le projet se réalisera en 3 phases : 
- 2020 - 2023 : Transformation de la ligne existante et prolongement sur les sections de : Porte Verte à Campus Sciences et de Meurthe Canal à Vandoeuvre Jeanne d'Arc
- 2023 - 2026 : Prolongement du campus sciences à CHU Brabois
- 2025 - 2028 : Prolongement de Vandoeuvre Jeanne d'Arc à Roberval

Le réseau actuel doit cesser à l'horizon de 2020-2021 pour laisser place aux travaux de transformations. La consultation laisse apparaître des inquiétudes au sujet de la montée de Brabois entre Vélodrome et CHU-Brabois.
- Craintes nombreuses concernant la rupture de charge prévue entre 2023 et 2026 à la Station Vélodrome afin de permettre l'accès au Plateau de Brabois, principal pôle d'attractivité de l'agglomération, qui regroupe le CHU, fac de médecine et le Technopole de Nancy-Brabois.
- Projet de viaduc du Val de Villers rejeté par la population. Ce projet est aujourd'hui abandonné en faveur d'une rampe sur remblais.

Néanmoins, des candidates aux élections municipales proposent d'abandonner ce projet en faveur d'un réseau de trolleybus, plus économique et ne nécessitant pas des années de travaux.
|  |   |   |   |   |  | Stations           | Commune desservie    | Mise en service |
|  | - | - | - | - |  | ------------------ | -------------------- | --------------- |
|  |   | ■ |   |   |  | Porte Verte        | Essey-lès-Nancy      | 2023            |
|  |   | • |   |   |  | Plaine Rive droite | Essey-lès-Nancy      | 2023            |
|  |   | • |   |   |  | Kléber             | Essey-lès-Nancy      | 2023            |
|  |   | • |   |   |  | Mouzimpré          | Essey-lès-Nancy      | 2023            |
|  |   | • |   |   |  | Roosevelt          | Essey-lès-Nancy      | 2023            |
|  |   | • |   |   |  | Carnot             | Saint-Max            | 2023            |
|  |   | • |   |   |  | Barrois-Mairie     | Saint-Max            | 2023            |
|  |   | • |   |   |  | Cristallerie       | Nancy                | 2023            |
|  | ■ |   |   |   |  | Meurthe canal      | Nancy                | 2023            |
|  |   | • | • |   |  | Saint-Georges      | Nancy                | 2023            |
|  |   | • | • |   |  | Division de Fer    | Nancy                | 2023            |
|  |   | • | • |   |  | Point Central      | Nancy                | 2023            |
|  |   | • | • |   |  | Nancy Gare         | Nancy                | 2023            |
|  |   | • | • |   |  | Kennedy            | Nancy                | 2023            |
|  |   | • | • |   |  | Garenne            | Nancy                | 2023            |
|  |   | • | • |   |  | Jean Jaurès        | Nancy                | 2023            |
|  |   | • | • |   |  | Exelmans           | Nancy                | 2023            |
|  |   | • | • |   |  | Campus Artem       | Nancy                | 2023            |
|  |   | • | • |   |  | Vélodrome          | Vandoeuvre-lès-Nancy | 2023            |
|  |   |   |   | • |  | Nations            | Vandoeuvre-lès-Nancy | 2023            |
|  |   |   |   | ■ |  | Jeanned'Arc        | Vandoeuvre-lès-Nancy | 2023            |
|  | • |   |   |   |  | Campus             | Villers-lès-Nancy    | 2026            |
|  | • |   |   |   |  | Saint-André        | Vandoeuvre-lès-Nancy | 2026            |
|  | • |   |   |   |  | Faisanderie        | Vandoeuvre-lès-Nancy | 2026            |
|  | ■ |   |   |   |  | CHRU Brabois       | Vandoeuvre-lès-Nancy | 2026            |
|  |   |   |   | • |  | Europe             | Vandoeuvre-lès-Nancy | 2028            |
|  |   |   |   | ■ |  | Roberval           | Vandoeuvre-lès-Nancy | 2028            |

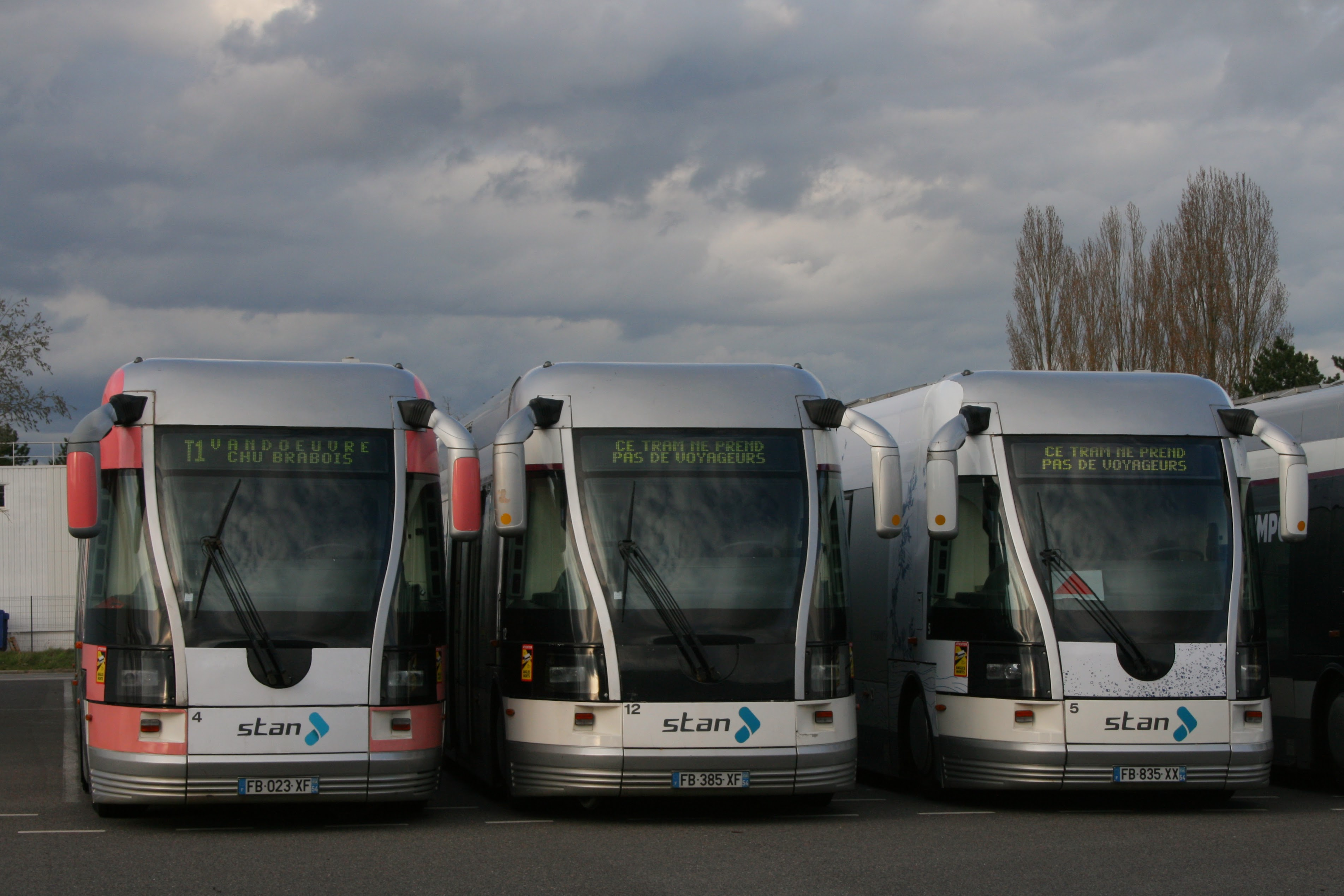
Les rames du TVR Bombardier en attente de démantèlement, excepté pour la rame 20.

Compte tenu de la pandémie de Covid-19 qui dissuade perpétuellement les nancéiens à prendre les transports en commun au profit de la marche, du vélo, du télétravail et massivement de la voiture puis de la victoire de Mathieu Klein (PS) aux élections municipales de 2020, à Nancy, le remplacement du TVR par un tramway fer est remis en cause et au-delà de 2021, les TVR jouent les prolongations,,. Le conseil a finalement tranché en faveur de la date du 28 février pour l'arrêt du TVR, avant que cette date ne soit à nouveau reportée - définitivement cette fois - au 12 mars 2023 à cause de problèmes de réceptions de bus devant assurer la substitution du TVR[réf. nécessaire].
Début 2021, la nouvelle municipalité annonce que le tramway sur pneu sera finalement remplacé par un trolleybus bi-articulé, et le choix du constructeur est fait l'année suivante, et tombe au profit du suisse Hess. Le modèle choisi est le LighTram 25 DC. Annoncé pour la rentrée de septembre 2024, il sera finalement mis en service au printemps 2025. Le premier véhicule est réceptionné en mars 2024, et les premiers essais en octobre. Les formations ont quant à elles commencé le mois suivant, sur la seule portion de alors équipée en lignes aériennes (Vélodrome à Brabois).
Le 12 mars, le TVR effectuait ses derniers tours de roue, jusqu'au début du lendemain, par une dernière marche célébrée par les chauffeurs et passionnés de transports urbains. Arrivée au terminus de Vandœuvre CHU Brabois pour la dernière fois à 1h du matin, la dernière rame effectuait un retour au centre ville et quittait les infrastructures pour la dernière fois aux environs de 1h30 du matin au niveau de l'arrêt Campus ARTEM Blandan.
Un an plus tard, le 12 mars 2024, le premier trolleybus Hess arrive au dépôt de Ludres. Il commencera une phase d'essais en octobre sur la portion Montet Octroi à Brabois, et sur le reste de la ligne à partir de mi-janvier. Le véhicule entame une marche à blanc à partir du mois de mars 2025. Il entre officiellement en service le 5 avril 2025 pour la reprise de la desserte de la ligne T1.

## Ferraillage et préservation

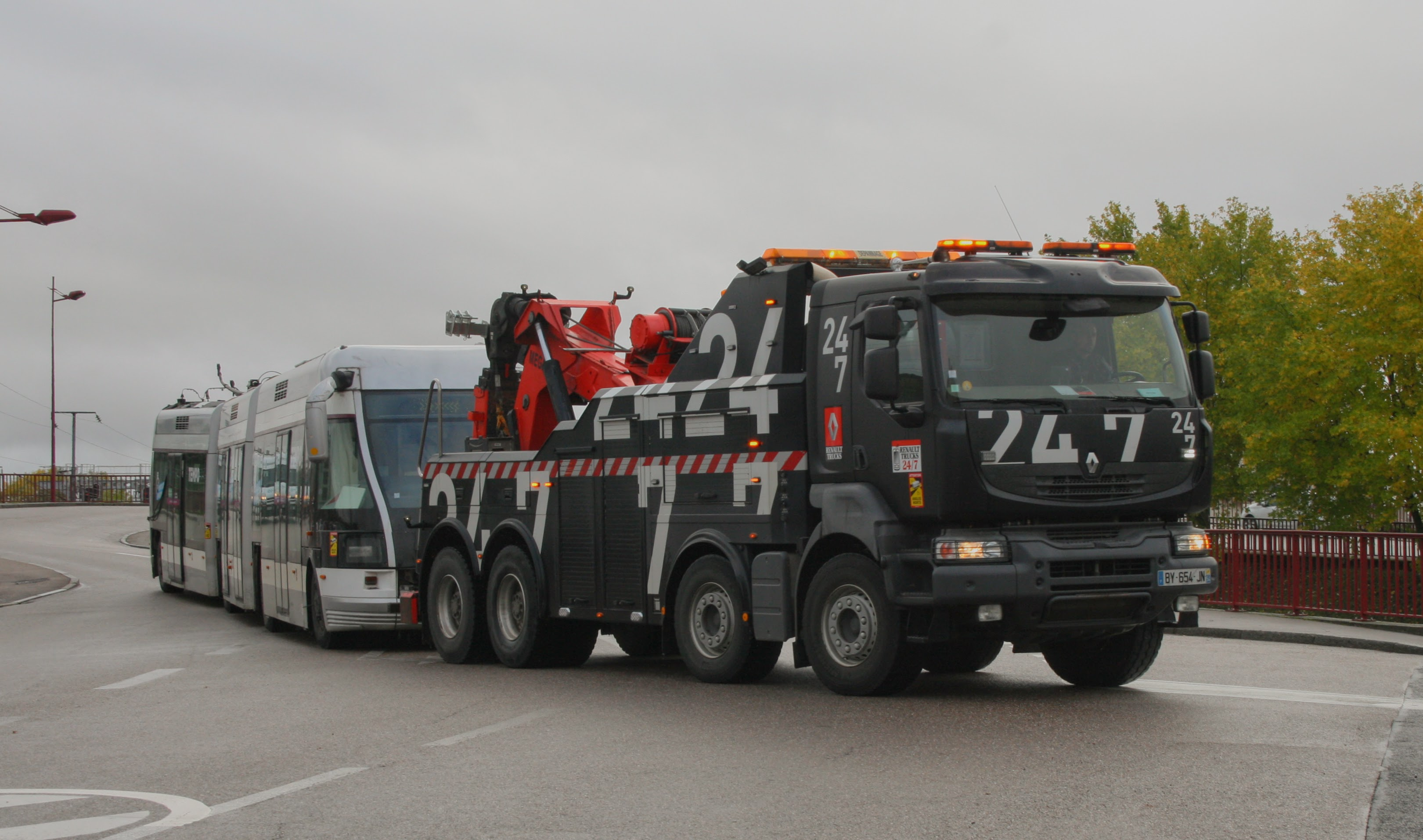
La rame 1 du TVR nancéien remorquée en direction du ferrailleur.

Toutes les rames ne seront pas détruites, contrairement à celles de Caen, dont la moitié avaient bénéficié d'un sursis en étant cédées gracieusement à Nancy,,,,,,,, avant d'être elles aussi détruites.
Les rames n°10 et n°20 sont conservées :
- La rame n°10, enlevée en juillet 2024 du dépôt Keolis de Ludres par les membres de l'association Autocas Anciens de France est actuellement entreposée et préparée pour l'exposition au Conservatoire des Transports de Wissembourg[42],[43],[44],[45].
- La rame N°20, enlevée en février 2024 du dépôt Keolis de Ludres par un collectionneur de véhicules de transport public, est actuellement entreposée en état de marche dans la banlieue de Mons, en Belgique[46]